# 今井宏 (歴史学者)
今井 宏（いまい ひろし、昭和5年（1930年）9月2日 - 平成14年（2002年）10月16日）は、日本の歴史学者。専門はイギリス近代史。東京女子大学名誉教授。

## 経歴
1930年、大阪府で生まれた。。東京大学大学院文学研究科西洋史学専攻に進み、1958年に博士課程を満期退学。
1958年より41年間、東京女子大学で教鞭をとった。1999年に東京女子大学を定年退職し、名誉教授となった。2002年10月16日、リンパ腫のため死去

## 著書

### 単著
- 『クロムウェル：聖者の進軍』誠文堂新光社 1961
- 『クロムウェル：ピューリタン革命の英雄』清水書院 1972
- 『明治日本とイギリス革命』研究社 1974
  - 文庫化 ちくま学芸文庫 1994
- 『イギリス革命の政治過程』未來社 1984
- 『ヒストリカルガイド・イギリス』山川出版社 1993
  - 改訂新版 2000年
- 『日本人とイギリス』ちくま新書 1994

### 編著
- 『イギリス史研究入門』青山吉信・今井宏・越智武臣・松浦高嶺編、山川出版社 1973
- 『概説イギリス史』青山吉信・今井宏編、有斐閣 1982
  - 新版 1991年
- 『世界歴史大系 イギリス史2 近世』今井宏編、山川出版社 1990

### 訳書
- 『十七世紀危機論争』ヒュー・トレヴァー＝ローパー著、創文社 1975

## 参考
- 今井宏（みすず書房ウェブサイト）
- 「今井宏教授の略歴と業績」『史論』52集（東京女子大学学会史学研究室、1999年）